# San Francisco Bulls
San Francisco Bulls var ett amerikanskt professionellt ishockeylag som spelade i den amerikanska ishockeyligan ECHL mellan 2012 och 2014, när de lades ner på grund av finansiella svårigheter. De spelade sina hemmamatcher i inomhusarenan Cow Palace, som har en publikkapacitet på 11 089 åskådare vid ishockeyarrangemang, i San Francisco-förorten Daly City i Kalifornien. Laget hade samarbete med San Jose Sharks i NHL och Worcester Sharks i AHL. Bulls vann aldrig Kelly Cup, som är trofén till det lag som vinner ECHL:s slutspel.
Spelare som spelade för dem var bland andra Andrew Crescenzi, Jamie Devane, Yanni Gourde, Torrey Mitchell, Theo Peckham, Sebastian Stålberg och Daniil Tarasov.